# Renzo Barbieri
Renzo Barbieri (Milán, 10 de marzo de 1940 - 23 de septiembre de 2007) fue un escritor, guionista y editor italiano, así como dibujante de varios fumetti neri. Se le considera uno de los padres del cómic erótico-pornográfico de dicho país.

## Biografía
Renzo Barbieri comenzó su actividad como escritor de cómics para las casas editoriales Editoriale Dardo con James Dyan (1960) y Edizioni Alpe —al mismo tiempo trabajaba como periodista para La notte—; posteriormente se convertiría en editor. Su primera compañía editorial fue Editrice 66 —que tomó su nombre a partir del año de su fundación, 1966— que publicó varios cómics para adultos, género que disfrutaba de cierto éxito en esos años, y que tenía como exponentes a Diabolik, Kriminal y Satanik, entre otros, que jugaban con el erotismo. Esta publicó algunos títulos escritos por el propio Renzo Barbieri e ilustraciones de Sandro Angiolini como Isabella, el primer cómic erótico italiano de bolsillo, y el agente secreto Grendizer, aunque con poco éxito. 
Posteriormente, Barbieri contacta a Giorgio Cavedon y juntos fundan ErreGi, casa editorial que alcanzó el éxito con personajes eróticos tales como Isabella, Jacula y Lucrezia. En 1972, ambos deciden disolver la sociedad y ErreGi junto con sus personajes pasan a manos de Cavedon; Barbieri decide fundar entonces Edifumetto, su editorial más conocida.
En este punto, Barbieri creó diversos personajes nuevos, ya que los derechos de sus creaciones anteriores quedaron junto al ErreGi —solo Jacula  pasó a manos de Edifumetto—; así, varias nuevas series de ficción se lanzaron, muchas de ellas de estilo pornográfico: Playcolt, Una, Sukia, Belzeba, Yra y Zora la vampira, esta última adaptada al cine. Estas seriales tuvieron un relativo éxito, con lo que Barbieri se centró en la cantidad más que en la calidad, con una creciente tasa de producción y publicación. 
Renzo Barbieri también contribuyó en la publicación de algunas de las obras maestras de grandes artistas del cómic italiano, tales como Magnus, Ferdinando Tacconi y Leone Frollo, entre otros, y que no necesariamente tenían un carácter erótico.

## Obras

### Novelas
- Portofino bleu, Comet, 1955
- Il carnet di via Montenapoleone, Biscione, 1957
- I re Bamba, Vallecchi, 1977
- La Princesa Bruguera, Zeta, 1980 Paperback
- La sfilata, Sonzogno, 1985
- The fashion show, L. Stuart, 1986
- La principessa, Bompiani, 1986
- Miliardi, Sonzogno, 1989
- Perfidamente moda, Sonzogno, 1987
- La vergine d'oro, Bompiani, 1987
- L' ultima estate, Bompiani, 1989
- L' uomo della Rolls, Bompiani, 1991
- Il vincente, Sonzogno, 1991
- Una botta di sole, Bompiani, 1992
- Ricca, Sonzogno, 1992
- Top model, Sonzogno, 1993
- Un sogno grande come il mare, Sonzogno, 1994

### Ensayos
- Manuale del playboy
- Come vivere da nababbo senza soldi

### Como editor en Edifumetto
Las series más conocidas que editó junto a Edifumetto fueron aquellas dedicadas al vampirismo:
- Jacula (1969), inicialmente publicada en ErreGi —posteriormente Ediperiodici— hasta fines de 1982, con un total de 327 ediciones.[10][11]
- Zora, publicada entre 1972 y finales de 1985. El escritor fue Giuseppe Pederiali, el dibujo de Balzano Biraghi —Gianni Pinaglia y Pino Antonelli—, con un total de 288 ediciones y 12 especiales.[12][13]
- Sukia, dibujada por Nicola del Príncipe que se publicó entre 1977 y finales de 1986, con alrededor de 150 ediciones.[12]
- Yra, dibujada por Leone Frollo y escrita por Rubino Ventura. Se publicó entre 1980 y 1981.[12]